# Tînîțea, Bahmaci
Tînîțea (în ucraineană Тиниця) este localitatea de reședință a comunei Tînîțea din raionul Bahmaci, regiunea Cernihiv, Ucraina. În secolul al XIX-lea, Tînîțea făcea parte din volumul Bahmacy din volostul Bahmaci, uezdul Konotop.

## Demografie
Componența lingvistică a localității Tînîțea
     Ucraineană (98,42%)
     Rusă (1,15%)
     Alte limbi (0,38%)
Conform recensământului din 2001, majoritatea populației localității Tînîțea era vorbitoare de ucraineană (98,42%), existând în minoritate și vorbitori de rusă (1,15%).